# Design of a Decade 1986/1996
Design of a Decade 1986/1996 é a primeira coletânea de maiores sucessos da carreira da cantora americana Janet Jackson.
Foi lançado em 2 de Outubro de 1995 na Europa e em 10 de Outubro do mesmo ano nos EUA, pelo selo Virgin. O álbum traz os maiores hits dos últimos três álbuns de estúdio da cantora, Control, Janet Jackson's Rhythm Nation 1814 e janet.. O disco inclui também, duas músicas inéditas que viraram singles posteriormente, "Runaway" e "Twenty Foreplay". A compilação vendeu 10 milhões de cópias mundialmente.

## Faixas
1. "Runaway" 4 – 3:35
2. "What Have You Done for Me Lately" 1 – 4:44
3. "Nasty" 1 – 4:03
4. "When I Think of You" 1 – 3:56
5. "Escapade" 2 – 4:45
6. "Miss You Much" 2 – 4:12
7. "Love Will Never Do (Without You)" 2 – 4:35
8. "Alright" 2 – 4:39
9. "Control" 1 – 5:14
10. "The Pleasure Principle (Design of a Decade 1986/1996 edit)" 1 – 4:13
11. "Black Cat" 2 – 4:48
12. "Rhythm Nation" 2 – 5:58
13. "That's the Way Love Goes" 3 – 4:25
14. "Come Back to Me" 2 – 5:38
15. "Let's Wait Awhile" 1 – 4:36
16. "Twenty Foreplay" 4 – 6:06